# Diário de Notícias
Diário de Notícias (рус. «Диариу ди нотисиаш», ['djariu də nu'tisiɐʃ], с порт. — «Газета новостей») — ежедневная португальская центристская газета, издаваемая с 1864 года.
В разные годы в газете сотрудничали многие известные деятели португальской культуры, среди которых Жуакин де Сеабра Пессоа, музыкальный критик, отец Фернанду Пессоа (1868—1893); Жозе Мария Эса де Кейрош (1870—1880-е); Жозе Сарамагу; Алисе Виейра и многие другие.
В 1930 году редакция газеты отправила корреспондента Антониу Ферру в Мюнхен, где ему удалось взять интервью у Адольфа Гитлера. А. Ферру был первым журналистом, получившим ответы на 3 вопроса, заданные фюреру на французском языке.